# The Chance of a Night Time
The Chance of a Night Time é uma comédia cinematográfica britânica de 1931, dirigida por Herbert Wilcox e protagonizada por Ralph Lynn, Winifred Shotter e Kenneth Kove, com roteiro baseado na peça teatral The Dippers, de Ben Travers.